# Afelia
El afelia (en griego αφέλια) es un plato popular de la cocina chipriota consistente un guiso de cerdo marinado en vino tinto con semillas de cilantro. También es muy popular en Grecia. Para prepararlo se necesita carne de solomillo de cerdo.